# Bárbara Coronel
Bárbara Coronel, född 1632, död 1691, var en spansk skådespelare. Hon var en av sin tids mest uppmärksammade scenartister i Spanien. Hon var främst känd och uppskattade för sin så kallade "maskulina" stil och mansroller. Hon figurerad också i en rad uppmärksammade skandaler. Hon var syster till aktören Juan Rana och gift med kollegan Francisco Jalón. 